# Sessualizzazione

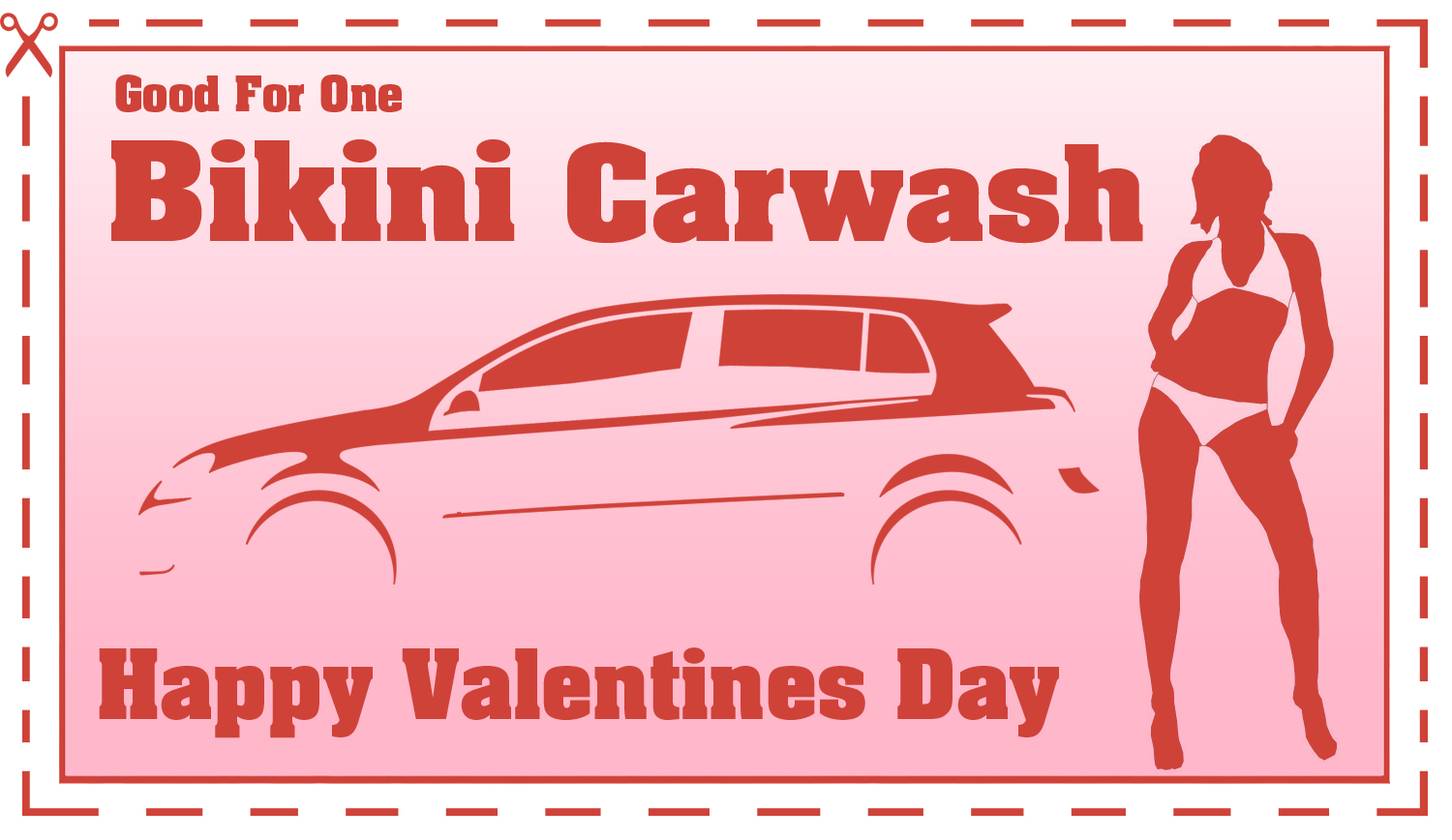
Buono sconto di un autolavaggio

In sociologia, la sessualizzazione o erotizzazione è l'attribuzione di una valenza sessuale al corpo umano, o l'azione di eccitazione sessuale trasmessa tramite i media.

## Caratteristiche
Secondo l'American Psychological Association, la sessualizzazione si verifica quando "gli individui sono considerati oggetti sessuali e valutati principalmente in base alle loro caratteristiche fisiche e alla loro sensualità". "Stando ai risultati emersi dai nostri studi, le donne vengono ritratte con maggiore frequenza rispetto agli uomini in modo sessualizzato (ad esempio, vestendo abiti succinti, oppure mostrandosi al pubblico mentre fanno espressioni facciali e/o pose provocanti) od oggettificate (a volte, vengono infatti raffigurate come oggetti decorativi e sono avvalorate solo alcune parti del loro corpo). In questo modo, i loro standard di bellezza fisica vengono messi in risalto in maniera irrealistica, e divengono esempi da approfondire e imitare". L'associazione statunitense accusa il consumismo e la globalizzazione propri dei Paesi sviluppati di favorire l'ipersessualizzazione.
Secondo il giornale accademico Sex Roles, le donne che accolgono i loro istinti sessuali vengono considerate sexy e attraenti agli occhi degli uomini, che potrebbero trattare le stesse alla stregua di oggetti per appagare il loro desiderio sessuale.
Stando a quanto riporta il documentario Killing Us Softly: Advertising's Image of Women (1979), l'ipersessualizzazione delle ragazze nei media e il modo in cui le donne vengono ritratte nella cultura dominante sono dannose per lo sviluppo delle ragazze mentre sviluppano la loro identità e la comprensione di sé stesse come esseri sessuali.

### Sessualizzazione e giovani
Diversi resoconti riportano che la sessualizzazione dei più piccoli sta diventando un fenomeno sempre più comune in ambito pubblicitario. Queste ricerche sostengono che la sessualizzazione delle giovani potrebbe portare a conseguenze negative alle stesse e all'intera società, in quanto l'oggettificazione del corpo generi una svalutazione del corpo che, a sua volta, spingerebbe le giovani ad avere bassa autostima o cadere in depressione. I ricercatori di scienze mediche e sociali hanno spesso utilizzato il termine "sessualizzazione" per riferirsi a una zona liminale che intercorre tra l'abuso sessuale e la normale vita familiare, e in cui il rapporto del bambino con i genitori viene sì caratterizzato da una sessualità "eccessiva" e impropria, anche se non avverrebbe nessuna forma di abuso vero e proprio nei confronti del giovane. L'American Psychological Association sostiene anche che la sessualizzazione delle giovani le spronerebbe a comportarsi in maniera sessista e a tollerare ogni forma di violenza sessuale.